# Gmina Malå
Gmina Malå (szw. Malå kommun) – gmina w Szwecji, w regionie Västerbotten, z siedzibą w Malå.
Pod względem zaludnienia Malå jest 285. gminą w Szwecji. Zamieszkuje ją 3464 osoby, z czego 49,16% to kobiety (1703) i 50,84% to mężczyźni (1761). W gminie zameldowanych jest 53 cudzoziemców. Na każdy kilometr kwadratowy przypada 2,15 mieszkańca. Pod względem wielkości gmina zajmuje 57. miejsce.